# مستكشف الأشعة فوق البنفسجية الدولي

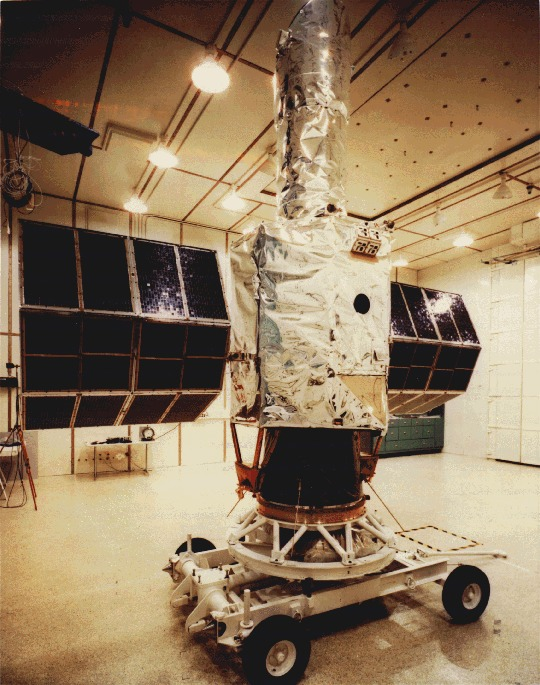
ساتل IUE (التلسكوب و الألواح الشمسية)

مستكشف الأشعة فوق البنفسجية الدولي (IUE) (بالإنجليزية: International Ultraviolet Explorer)‏ هو قمر اصطناعي ومرصد فلكي يهدف في المقام الأول إلى التقاط أطياف الأشعة فوق البنفسجية. الساتل مشروع تعاوني بين وكالة ناسا، ومجلس بحوث العلوم للمملكة المتحدة ووكالة الفضاء الأوروبية (ESA). اقترحت البعثة لأول مرة في أوائل عام 1964، على يد مجموعة من العلماء في المملكة المتحدة، وأطلق في 26 يناير 1978 على متن صاروخ ناسا دلتا. تم تعيين عمر البعثة في البداية لمدة 3 سنوات، ولكن استمرت ما يقرب 18 سنة، اغلق في عام 1996 لأسباب مالية، في حين أن التلسكوب كان لا يزال يعمل بكفاءة.
كان المرصد الفضائي الأول من نوعه يشتغل في الوقت الحقيقي من قبل علماء الفلك الذين زاروا المحطات الأرضية في الولايات المتحدة وأوروبا. قدم علماء الفلك 104,000 عينة باستخدام IUE، من الأجسام التي تتراوح بحجم أجرام المجموعة الشمسية إلى أشباه النجوم البعيدة. ومن بين النتائج العلمية الهامة من بيانات IUE كانت أول دراسات واسعة النطاق عن الرياح النجمية، وقياسات دقيقة للغبار البين نجمي الذي يمتص الضوء، وقياسات مستعر أعظم 1987 إيه. عندما انتهت المهمة، اعتبر القمر الصناعي الفلكي الأكثر نجاحا من سابقيه.

## الأسباب
يمكن للعين البشرية أن ترى الضوء بأطوال موجية بين ما يقرب من 350 (البنفسجي) و 700 (الأحمر) نانومتر. الأشعة فوق البنفسجية لها الأطوال الموجية بين 10 نانومتر و 350 نانومتر. ضوء الأشعة فوق البنفسجية ضارة للبشر، طبقة الأوزون تمتص هذه الأشعة بشكل قوي فمن المستحيل مراقبة انبعاثها من الأجرام الفلكية من على الأرض. أهم وأضخم النجوم في الكون يمكن أن تمتلك درجة حرارة سطحية عالية وكافية لإرسال الغالبية العظمى من نورها على شكل أشعة فوق بنفسجية. نوى المجرات النشطة،قرص مزود، والنجوم المتفجرة كلها باعث للأشعة فوق بنفسجية.لذلك فإن التقاط الأشعة المنتشر بين النجوم يوفر أداة قوية لدراسة تكونها.
تم إطلاق الساتل في عام 1968، وأخذ صور UV الأولى من 1200 جسم، معظمها نجوم.

## خصائص تقنية

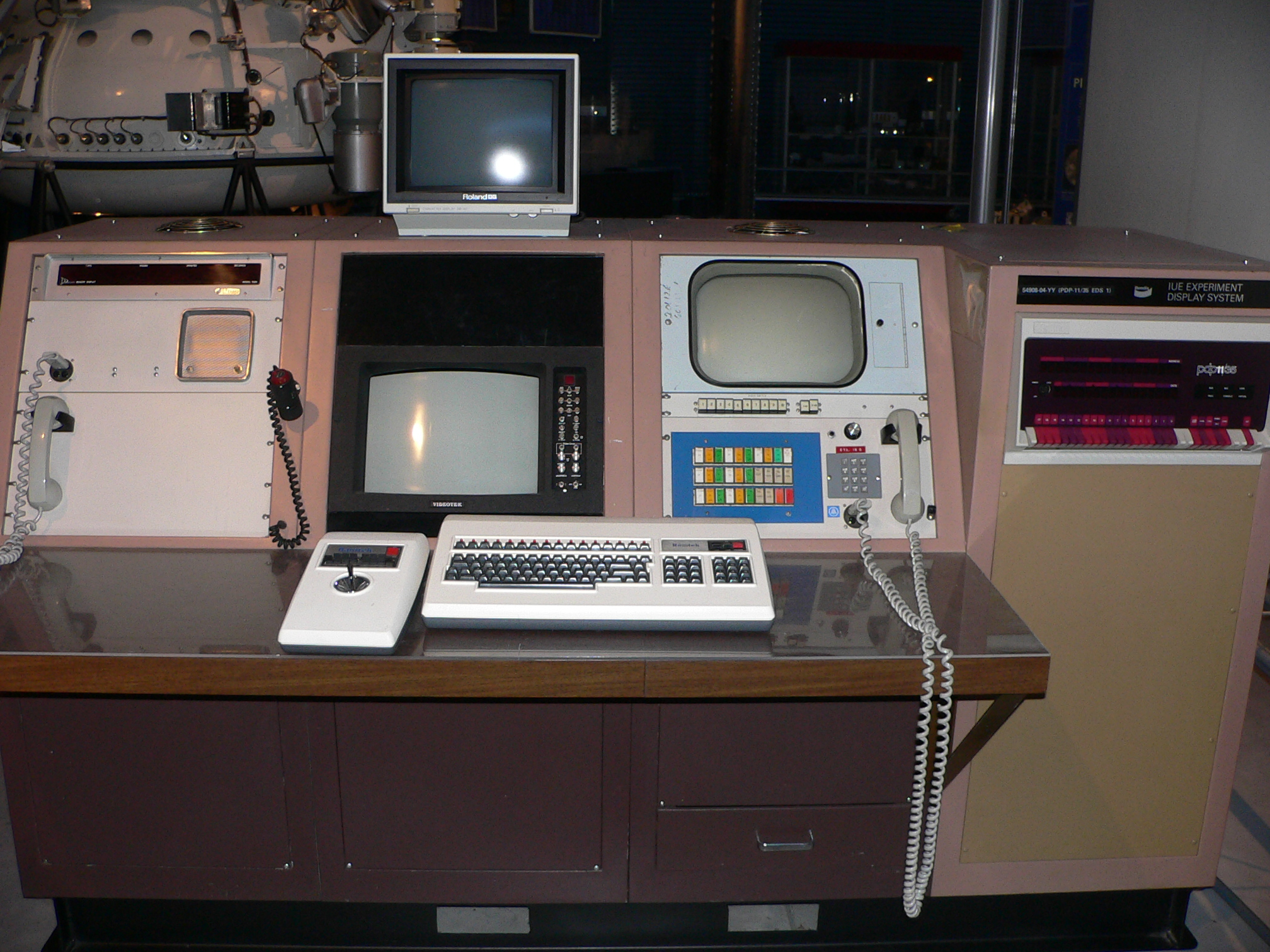
قمرة القيادة الارضية في مركز ستيفن إف أودفار هازي

الساتل يزن 671 كغ ومحرك 237 كغ لوضع القمر الصناعي في مداره النهائي و 122 كغ من المعدات العلمية.بطول  4.22 متر وقطر 142 سم بدون الألواح الشمسية التي تنتج 424 واط. . بطاريتين النيكل والكادميوم بسعة 6 امبير ساعي لتوفر الطاقة خلال فترات كسوف الأرض. وللإستقر الساتل 3 محاور.للجيروسكوبات وأجهزة استشعار للكشف عن تغيرات في الاتجاه. لديه أيضا محرك صاروخي صغير بعزم 9 نيوتن و 4 محرك صوريخ اقتحام تستخدم هيدرازين 27.3 كغ يتم تخزينه على متن ست خزانات منفصلة. يتم نقل البيانات إلى الأرض باستخدام جهاز لاسلكي 6 واط من الطاقة بسرعة 1.24 و 40 كيلوبت في الثانية.
مرآة التلسكوب العاكسة من نوع "Ritchey–Chrétien"، تتكون من مرآة قطع زائد وأخرى ثانوية. الأولى عرضها 45 سم من البريليوم. تم تصميم التلسكوب لإعطاء صور عالية الجودة بمجال رؤية 16 دقيقة قوسية (حوالي نصف القطر الظاهري للشمس أو القمر). والمرآة الثانوية من السيليكا.

## النتائج العلمية
تم تصميم الساتل بحد عمر ثلاث سنوات، وحمل طاقة كافية للقيام بمهمة لمدة خمس سنوات. ومع ذلك، استمر أكثر من فترة عمله المفترضة. فشل الأجهزة في بعض الأحيان سبب صعوبات، لكن تم استنباط تقنيات مبتكرة للتغلب عليها. على سبيل المثال، تم تجهيز المركبة الفضائية بستة الجيروسكوبات لتحقيق الاستقرار في المركبة الفضائية. خلال الاعوام 1979، 1982، 1983، 1985 و 1996 . وظلت معظم الأجزاء الأخرى من أنظمة تلسكوب تعمل بكامل طاقتها طوال هذه المهمة.
ساتل IUE، كان له أثر كبير على علم الفلك. لسنوات عديدة بعد انتهاء المهمة، كان أرشيفه الأكثر استخداما في علم الفلك، واستخدمت بيانات IUE في أكثر من 250 مشروعا للدكتوراه في جميع أنحاء العالم. بما في ذلك بعض صحف الفلك الأكثر شهرة. الورقة الأكثر ذكرا على أساس البيانات ساتل IUE تخص تحليل طبيعة الاحمرار بين النجوم.

## إنهاء مهمة
في فبراير 1996، تخفيض الميزانية أدى إلى توقف الساتل في سبتمبر من نفس العام، ويوم 30 سبتمبر أطلق الهيدرازين المتبقي في المركبة واستنزفت البطاريات لإقاف التشغيل، على الساعة 18:44 تم إغلاق جهاز الاسلكي وانقطع الاتصال بالمركبة.